# برافومان
برافومان (باليابانية: 超絶倫人ベラボーマン)، هي لعبة فيديو يابانية من نوع مغامرات، وهي من تطوير ونشر شركة نامكو، عُرضت اللعبة على صالة الأركيد عام 1988م باليابان، وتم إعادة الإصدار بتاريخ 7 يونيو 2023، والتي تعمل على عدة منصات، ومنها بلاي ستيشن 4.